# مذكرات سيئة السمعة (مسلسل)
مذكرات سيئة السمعة هو مسلسل دراما مصري من إخراج خالد بهحت وبطولة لوسي، سوزان نجم الدين، خالد زكي، محمود عبد المغني، حسناء سيف الدين ومحمود الجندي. عرض المسلسل عام 2010.

## نبذة
تعيش الدكتورة (ندى) أستاذ علم الإجتماع حياة غير مستقرة مع زوجها، الذي يشغل منصب مهم في الدولة، وهم على خلاف دائم، ويزداد الأمر سوء بظهور حبها القديم (عبدالحميد) المحامى الشهير، ويظهر أيضًا (سعيد) الذي يدبر مكيدة للإيقاع بها بإستغلاله للشبه بينها وبين أختها التوأم التي لم تكن تعرفها.